# Cruz de San Millán

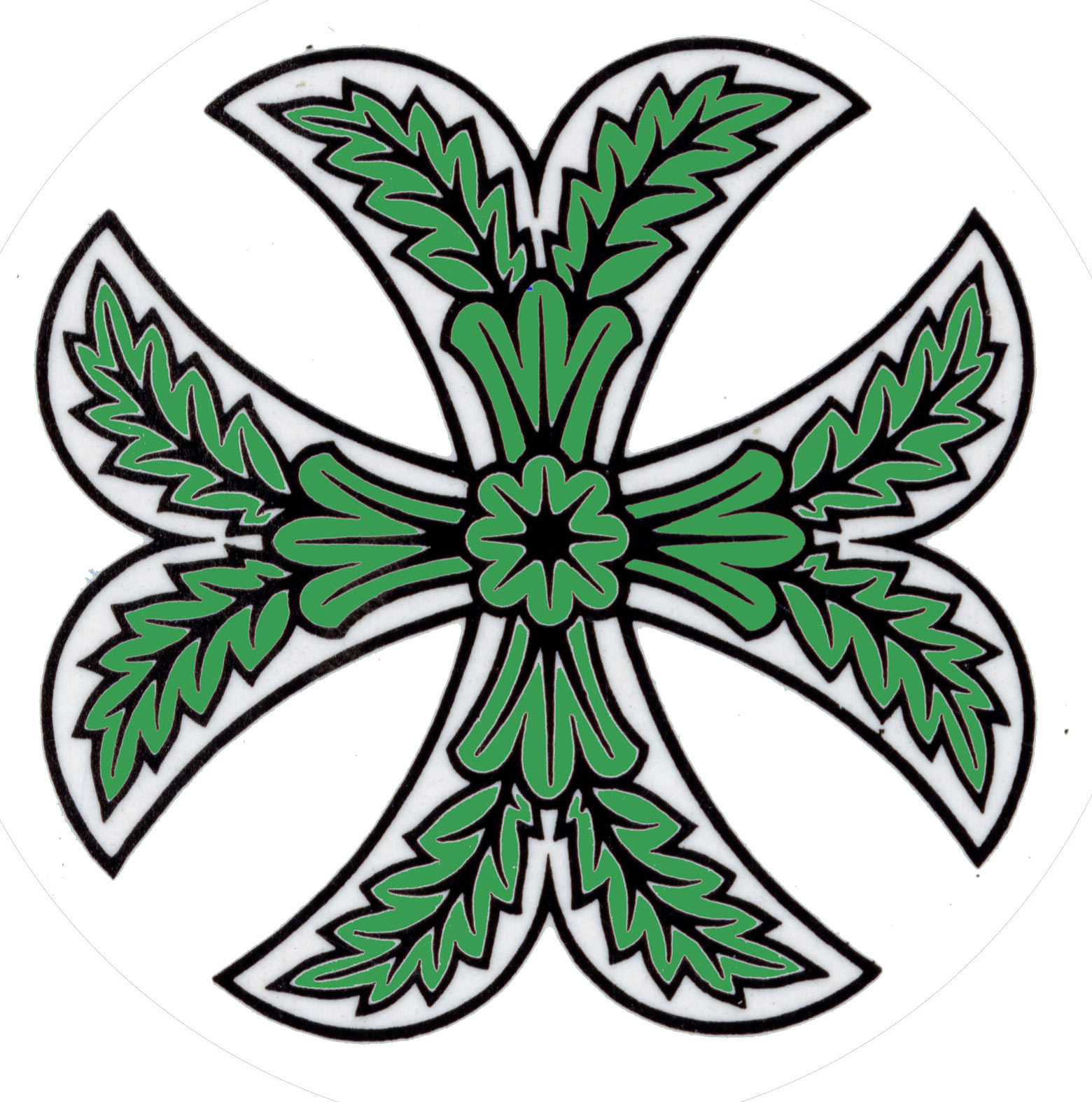
Cruz de San Millán. Emblema de la Asociación Amigos de San Millán.

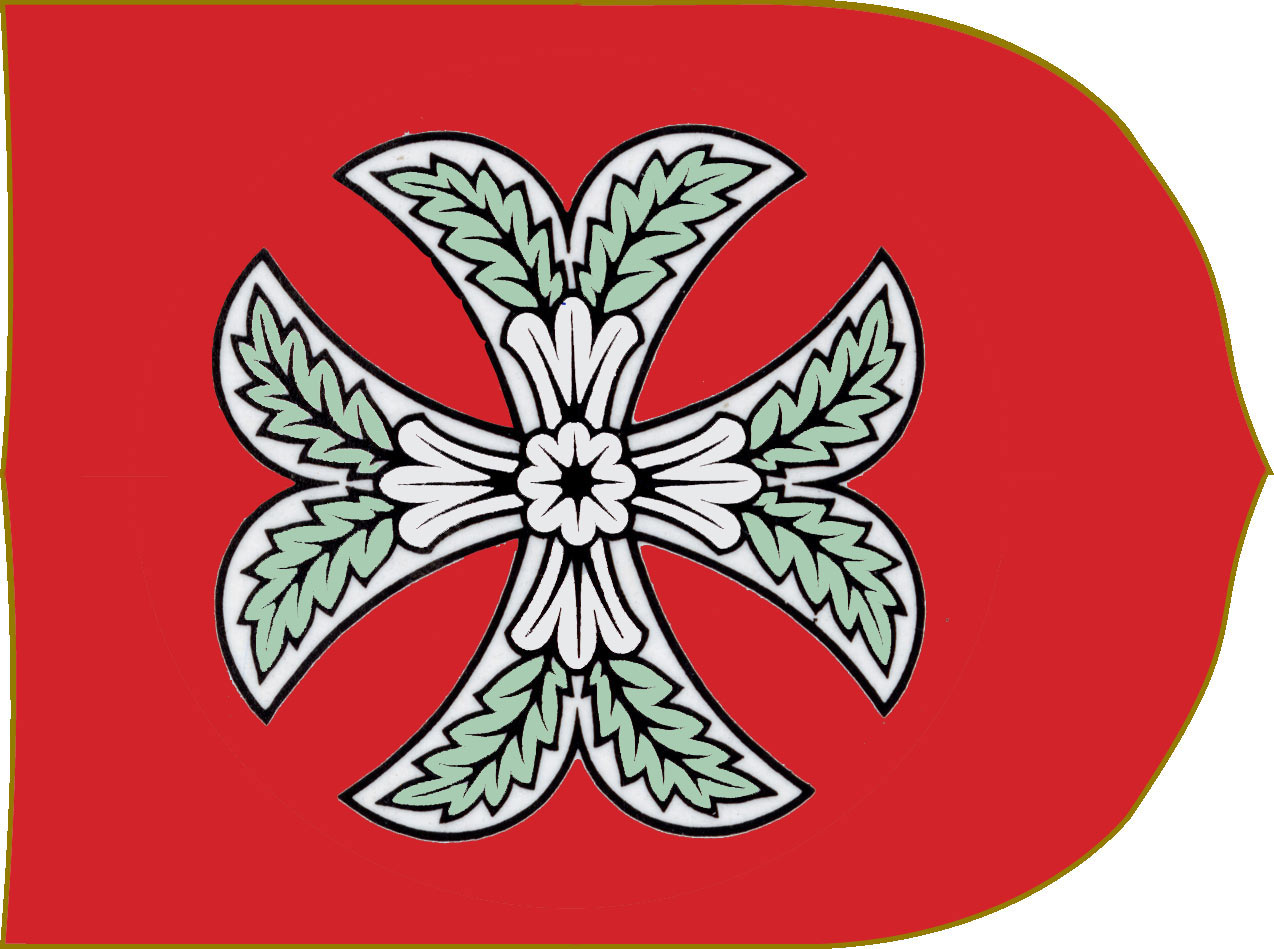
Bandera.

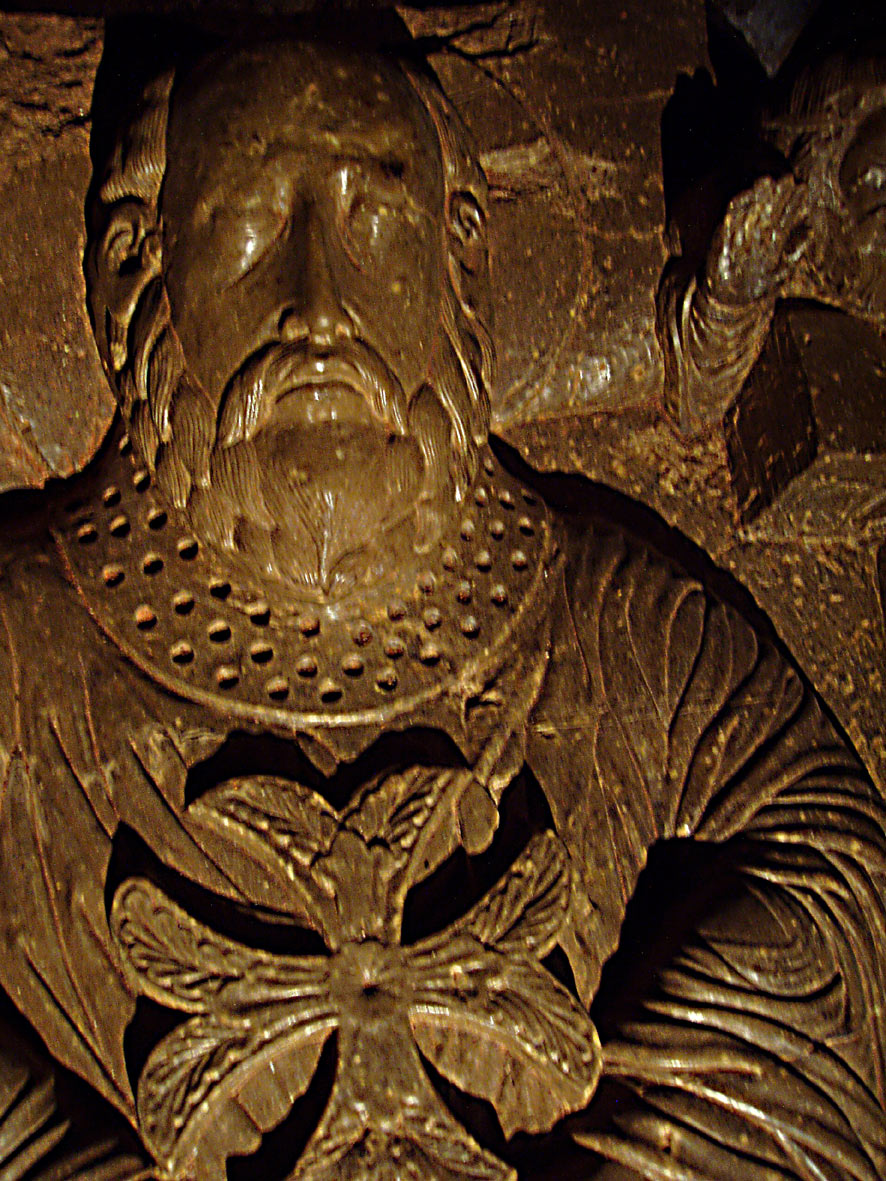
Cenotafio de San Millán. Monasterio de San Millán de Suso.

La cruz de San Millán es símbolo de San Millán. Se trata de una cruz visigoda. En el centro tiene una flor de ocho pétalos. Cada brazo se abre con una hoja abierta en tres puntas, de los que salen dos hojas de ortiga, que se abren en tres puntas, dos para afuera y una para adentro.

## Origen
Esta cruz está tomada de la estatua yacente de San Millán, en el cenotafio del siglo XII del Monasterio de San Millán de Suso. Es una obra románica de excepcional valor. El santo está revestido de pontifical llevando esta cruz en la casulla.

## Descripción heráldica
Cruz visigoda de plata, de ocho cabos, fileteada de gules y diapedrada en sinople, cargada con cruz de plata de cuatro cabos iguales rematados en tres salientes trebolados, el central más alto, fileteado de gules y cargada en abismo con florón de plata fileteado de gules.

## Lectura simbólica
Esta cruz representa simbólicamente el camino que hay que recorrer en la vida para llegar a la vida eterna. Es el camino de todo monje de San Millán y de todo cristiano.
Cada uno de los brazos tiene tres puntas, dos para afuera y una para dentro. Si la sumamos nos da el número 12, símbolo de los apóstoles y de una iglesia santa y pecadora a la vez (puntas para afuera y para adentro). Si continuamos el camino hacia el centro de la cruz, pasamos por las hojas de ortiga, cuya infusión se tomaba en la antigüedad para purificar la sangre. El camino hacia Dios es doloroso, como la picadura de ortiga, y también como su infusión te cambia hasta la misma sangre. Llegamos a la hoja de tres puntas. El número tres simboliza la Trinidad. Si has llegado hasta aquí, podrás conocer el auténtico rostro de Dios, el Padre, Hijo y Espíritu Santo. Tras esta experiencia de Dios llegas al centro de la cruz, a tu destino, la flor de ocho pétalos, las ocho bienaventuranzas, la santidad. Y el centro de la cruz y de la flor es un punto, la unidad con Dios.